# Istarsko narodno kazalište
Istarsko narodno kazalište (INK) je gradska kazališna i kulturna ustanova koja je pod nazivom Narodno kazalište u Puli osnovano rješenjem Narodnog odbora grada Pule 19. ožujka 1948. godine. INK je smješteno u višenamjenskoj ali prije svega kazališnoj zgradi, dotadanjeg naziva, Politeama Ciscutti.

## Povijest
Godine 1871. Pula dobiva kazališnu zgradu Politeamu Ciscutti (20 godina prije Rijeke, 22 godine prije Splita i 24 godine prije Zagreba) – univerzalni auditorij za sve vrste scenskih i glazbenih priredbi kao i za raznoliku estradnu djelatnost (cirkus, film, sportske priredbe). Politeamu Ciscutti, smještenu na granici povijesne jezgre i budućeg modernog poslovnog središta grada, izgradio je prema projektu Ruggera Berlama poduzetnik Pietro Ciscutti. Gledalište se sastojalo od partera, dvadeset i osam loža u mezzaninu, trideset loža na prvom katu te balkona i galerije. Kazalište je moglo primiti 800 posjetitelja.
Nepunu godinu dana nakon Pariza, a svega mjesec dana nakon Zagreba, u Puli se dogodio prvi pokušaj prikazivanja "žive slike". Mjesto zbivanja bila je upravo Politeama Ciscutti, a vrijeme zbivanja 28. studenog 1896. godine. Od tada počinje povijest kinematografa u Puli čiji je vrhunac razvoja dosegnut na početku 20. stoljeća. U Puli su tada snimljeni prvi filmovi u Hrvatskoj ("Porinuće broda Szigetvar", "Isplata mornara na brodu Radetzky" i "Mornari se zabavljaju na palubi jednog broda").
U Politeami Ciscutti, u Carrarinoj ulici ili u vlastitome šatoru, svoje predstave davali su i putujući kinematografi poput Valentinija, Spine, Edisona, Iride, Buffalo Billa, New Yorka i Milanskog kinematografa.
Dana 26. studenog 1910. godine u Politeami Ciscutti izvedena je premijera opere La Bufera Gialdina Gialdinija.
Možda je za međunarodnu povijest najvažniji sljedeći događaj. Benito Mussolini u svojem jedinom posjetu Puli 21. rujna 1920. godine održao je govor u pulskom kazalištu Politeama Ciscutti izrekavši sljedeće, često citirane, riječi: "Di fronte ad una razza inferiore e barbara come la slava, non si deve seguire la politica che dà lo zuccherino, ma quella del bastone. I confini dell’Italia devono essere il Brennero, il Nevoso e le Dinariche: io credo che si possano sacrificare 500.000 slavi barbari a 50.000 italiani." ("Pred rasom kao što je slavenska, inferiorna i barbarska, ne treba slijediti politiku mrkve, nego politiku batine. Granice Italije moraju biti Brenner, Snježnik i dinarske Alpe: vjerujem da se može žrtvovati 500.000 slavenskih barbara za 50.000 Talijana.") Prilikom izlaska iz kazališta Mussoliniju je netko u gužvi opalio šamar, štoviše dva. Taj najglasniji i najdulji pulski šamar postao je mit, do danas neuništiv. Diljem Istre odmah se proširio glas da je 'Mussoliniju da dvi triske jedan delavac', a budući Duce je u svojoj biografiji napisao da u Puli oduševljenje nije bilo tako veliko kao u drugim gradovima. Do danas ipak nije ostalo riješeno da li se ovaj događaj uopće zbio, a ako jest, tko je bila ta odvažna osoba koja je budućem fašističkom vođi opalila šamar.
Kao što je već spomenuto, kazališno zdanje na današnjem mjestu sagrađeno je krajem 1870-ih i početkom 1880-ih godina zaslugom pulskoga građevinskog poduzetnika i dobrotvora Pietra Ciscuttija. Svečano je otvoreno 24. rujna 1881. godine. Prije toga Ciscutti je između Danteova trga i Ulice Sergijevaca (uz crkvu Gospe od Milosrđa) sagradio prvo suvremeno kazalište u Puli, manju kazališnu zgradu Teatro Nuovo, otvorenu 28. prosinca 1854. godine. 
Kada je kazališna zgrada po drugi puta rekonstruirana i obnovljena (prvi puta je to učinjeno 1918.), radovi su završeni listopada 1956., osnivačka prava preuzima Narodni odbor Kotara s ciljem da se djelovanje Kazališta proširi na cijelo područje Istre (pripojeno je Narodno kazalište iz Buja), pa se naziv mijenja u Istarsko narodno kazalište. Nakon 23 sezone svoga djelovanja s postavljenih 213 premijera (199 kazališnih i 14 operetnih naslova) 125 autora (66 stranih i 59 domaćih) i odigranih 2.050 predstava, Likvidacijski odbor Skupštine općine Pula 29. travnja 1971. godine (predsjednik Odbora je posljednji direktor Istarskog narodnog kazališta, glumac i redatelj Ljudevit Crnobori) donosi rješenje o prestanku rada Istarskoga narodnog kazališta kao ustanove. 
Osamnaest su godina Puljani čekali da se kazališna zgrada po treći puta obnovi i rekonstruira, te konačno dočekali svečano otvorenje 5. svibnja 1989. izvedbom Gotovčeve opere Ero s onoga svijeta HNK iz Zagreba. Od 1994. Kazalište djeluje pod imenom Istarsko narodno kazalište – Kazališna kuća Pula, a od 2004. Istarsko narodno kazalište – Gradsko kazalište Pula.

## Tehnički podaci
Velika dvorana INK-a posjeduje 560 mjesta za sjedenje. Između pozornice i partera nalazi se orkestar. Oko partera koji posjeduje 259 mjesta polukružno idu lijevi i desni mezzanin (ukupno 12) loža od kojih svaka ima po 6 mjesta. Iznad mezzanina nalazi se prvi kat koji ima sa svake strane jednak broj mjesta za sjedenje kao i mezzanin. Na samom vrhu nalazi se balkon podijeljen u tri dijela, lijevo (37 sjedećih mjesta), sredina (83 sjedećih mjesta) i desno (37 sjedećih mjesta).

## Više informacija
- Pietro Ciscutti
- Pula

## Vanjske poveznice
- Službene stranice Istarskog narodnog kazališta – Gradskog kazališta Pula